# Acosmetura nigrovittata
Acosmetura nigrovittata är en insektsart som först beskrevs av Liu, Xiangwei och D. Bi 1994.  Acosmetura nigrovittata ingår i släktet Acosmetura och familjen vårtbitare. Inga underarter finns listade i Catalogue of Life.